# Drescheratherium
Drescheratherium is een geslacht van uitgestorven zoogdieren uit het Camadas de Guimarota uit het Laat-Jura (Kimmeridgien) van Leiria in Portugal.
De typesoort Drescheratherium acutum is in 1998 benoemd door Bernard Krebs. De geslachtsnaam eert de preparatrice Ellen Drescher. De soortaanduiding betekent 'de scherpe'.
Het holotype is Gui Mam 4/73, gevonden in de bruinkoolmijn van Guimarota. Het bestaat uit een schedel. Deze omvat vrij complete bovenkaken met tanden. Het draagt langwerpige bovenste hoektanden, hoewel niet in de mate van de andere dryolestide Cronopio.